# Exochus rufus
Exochus rufus là một loài tò vò trong họ Ichneumonidae.